# Antilopa
Antilopa je naziv za mnoge vrste parnoprstaša iz porodice šupljorožaca. Rogovi antilopa se ne granaju i šuplji su. Potječu iz Afrike i manjim dijelom iz Azije, a nijedna vrsta nije iz Sjeverne i Južne Amerike. Nekada je pojam antilopa bio vrlo širok i odnosio se na šupljorošce, koji nisu goveda, ovce, bizoni i koze.
Naziv antilopa prvi je upotrijebio Eustahije iz Antiohije oko 336. godine. On je za antilopu rekao, da je predivna životinja, koja se nalazi uz rijeku Eufrat, vrlo je divlja i neukrotiva, može rogovima rušiti stabla.
Većina antilopa živi u Africi, ali postoje i antilope na Arapskom poluotoku, Indiji, Rusiji i jugoistočnoj Aziji. Mnoge vrste antilopa unesene su u države izvan svog areala, pogotovo u SAD, radi egzotičnog lova. Velik broj antilopa živi u Teksasu, gdje im odgovara klima. Antilope žive u različitim staništima, najčešće u savanama. Ima vrsta koje žive u šumama, pustinjama, polumočvarnim područjima, stjenovitim područjima ili hladnim krajevima Rusije. Vrste koje žive u šumama i šikarama, stalno su na tom području, dok se ostale antilope sele u velikim migracijama u potrazi za travom i kišom. Vrste antilopa poput gazela i gnua, imaju vrlo impresivne masovne migracije po čemu su rekorderi među sisavcima.
Sve antilope su parnoprstaši, preživači; mužjaci, a ponekad i ženke imaju rogove. Razlike u visini i težini između vrsta antilopa velike su. Raspon visina je od 20 cm do 180 cm, a raspon težina od 1 kg do 950 kg. Većina antilopa može brzo trčati, a neke se mogu i vrlo spretno penjati po stijenama. Neke se propinju i stoje samo na dvije noge, kako bi dohvatile lišće drveća. Većina antilopa može skočiti visoko u zrak. Boja krzna najčešće je smeđa, ponekad imaju šare ili su jednobojne. Gazele imaju bijele stražnjice. Neke vrste imaju velike pruge po sredini tijela. 
Imaju razvijena osjetila vida, njuha i sluha kako bi na vrijeme uočili predatore. Mogu vidjeti na daleke udaljenosti. Imaju sustav komunikacije unutar vrste. Mužjaci su veći od ženki i imaju duže rogove. Kod nekih vrsta ženke su teže. Ženke nekih vrsta nemaju rogove. U pojedinim vrstama, mužjaci se rogovima bore za ženke. Te borbe više su ritualne, nego opasne.
Antilope se ponekad dijele na prave, šumske i stepske antilope; a u pave antilope jedino predstavnici potporodice Antilopinae s rodovima: Ammodorcas Thomas, 1891 (Dibatag); Antidorcas Sundevall, 1845 (Springbok); Antilope Pallas, 1766 (Blackbuck); Dorcatragus Noack, 1894; Gazella de Blainville, 1816; Litocranius Kohl, 1886; Madoqua Ogilby, 1836; Neotragus C. H. Smith, 1827; Oreotragus A. Smith, 1834 - klipspringer; Ourebia Laurillard, 1842; Pantholops Hodgson, 1834; Procapra Hodgson, 1846; Qurliqnoria Bohlin, 1937 †; Raphicerus C. H. Smith, 1827; Saiga Gray, 1843 (saiga).

## Rodovi
1. Ammodorcas Thomas, 1891.
2. Antidorcas Sundevall, 1845.
3. Antilope Pallas, 1766.
4. Dorcatragus Noack, 1894.
5. Eudorcas Fitzinger, 1869.
6. Gazella de Blainville, 1816.
7. Litocranius Kohl, 1886.
8. Madoqua Ogilby, 1836.
9. Nanger Lataste, 1885.
10. Neotragus C. H. Smith, 1827.
11. Oreotragus A. Smith, 1834.
12. Ourebia Laurillard, 1842.
13. Procapra Hodgson, 1846.
14. Raphicerus C. H. Smith, 1827.
15. Saiga Gray, 1843.